# Шемшак
Шемшак (перс. شمشک‎) — второй по величине горнолыжный курорт Ирана. Основан в 1958 году, одобрен Международной федерацией лыжного спорта для проведения международных соревнований по зимним видам спорта.

## География
Шемшак расположен в шахрестане Шемиранат остана Тегеран, на высоте 2550 метров у южного подножия пика Дамаванд в горах Эльбурс в 57 км к северо-востоку от Тегерана. Автомобильной дорогой курорт связан с Тегераном и Кереджом.

## Инфраструктура
Горнолыжный курорт Шемшак оборудован двумя кресельными, двумя гондольными и двумя бугельными подъёмниками, а также прожекторами, что дает вам возможность кататься на лыжах до глубокой ночи. Перепад высот в Шемшаке составляет от 2550 до 3050 метров. Официально сезон открывается в ноябре, а заканчивается в апреле — мае. На курорте имеются 2 отеля и 4 ресторана.